# 駅種別
駅種別（えきしゅべつ）とは、駅（鉄道駅）を、ある種類ごとに分類するもの。最もよく見られる駅種別は、有人駅と無人駅で分類するものであるが、その他にも様々な駅種別がある。

## 主な駅種別
- 有人駅 - 無人駅（駅員の配置の有無による分類）
- 高架駅 - 橋上駅 - 地上駅 - 地下駅 - 掘割駅（駅（駅舎）の構造による分類）
- 旅客駅 - 貨物駅 - 一般駅（駅の利用対象による分類）
- 常設駅 - 臨時駅（駅の設置期間による分類）
- 始発駅 - 終着駅（列車の運行形態による分類）
- 近郊駅 - 都市駅 - 空港駅（駅の立地による分類）
- 管理駅 - 地区管理駅 - 被管理駅（駅の権限による分類）
- 他：境界駅 - 中央駅 - 共同使用駅 - 交換駅 - 請願駅 - 代替駅 - 仮設駅 - 乗換駅 - 民衆駅 - 待避駅 - ターミナル駅 - 秘境駅